# Certaldo
Certaldo és una ciutat i comune (municipi) de la ciutat metropolitana de Florència, a la regió italiana de la Toscana, a Valdelsa, la vall del riu Elsa. Es troba a 35 km al sud-oest de Florència.
Giovanni Boccaccio, l'autor del Decameró, va viure a la ciutat. Va morir a casa seva i va ser enterrat aquí el 1375.

## Geografia
La ciutat de Certaldo es divideix en dues parts: la inferior i la superior. La part inferior s'anomena Certaldo Basso, mentre que la part superior medieval s'anomena Certaldo Alto. Certaldo Alto té un accés limitat per a vehicles, només per als residents. Els visitants poden aparcar fora de les muralles o a la part inferior i accedir a Certaldo Alto pel funicular de Certaldo.

## Llocs d'interès
- La casa de Boccaccio, de maó vermell, com les altres cases antigues de la ciutat, va ser restaurada el 1823. A la plaça principal hi ha una estàtua de Boccaccio erigida l'any 1875.
- El Palazzo Pretorio o Vicariale, la residència dels governants florentins, recentment restaurada a la seva condició original, té una façana pintoresca adornada amb escuts de ceràmica i, a l'interior, diversos frescos dels segles XIII al XVI.

## Cultura
La vila acull diversos festivals anuals. El més important i famós és Mercantia, a Certaldo Alto, d'una setmana de durada. Hi participen nombrosos intèrprets de carrer d'Itàlia, Europa i fins i tot d'Amèrica.

## Ciutats agermanades
- Neuruppin, Alemanya
- Kanra, Japó
- Canterbury, Regne Unit